# Bullia mirepicta
Espèce
Bullia mirepicta est une espèce d'escargots de mer de la famille des Nassariidae et qui est endémique de Madagascar.

## Systématique
L'espèce Bullia mirepicta a été décrite en 2007 par le malacologiste italien Luigi Bozzetti (d) (1948-),.

## Distribution
Cette espèce se rencontre le long des côtes de Madagascar.

## Publication originale
- [2007] (it) L. Bozzetti, « Bullia mirepicta (Gastropoda: Hypsogastropoda) nuova specie dal Madagascar meridionale », Malacologia Mostra Mondiale, Italie, vol. 57, no 4,‎ 2007, p. 14-15 (ISSN 1121-1873). .